# دوریان الکترا
دوریان الکترا فریدکین گامبرگ (به انگلیسی: Dorian Electra Fridkin Gomberg) (زادهٔ ۲۵ ژوئن ۱۹۹۲) یک خواننده و ترانه‌سرای آمریکایی می‌باشد. اولین آلبوم استودیویی وی به‌نام فلمبویانت در سال ۲۰۱۹ و پس از آن دومین آلبوم استودیویی وی، برنامهٔ من، در سال ۲۰۲۰ منتشر گردید. الکترا به دلیل لباس پوشیدن ناهمنوایش، زیبایی‌شناختی کوئیرش و همچنین با صدای پاپ تجربی‌اش شناخته می‌شود. الکترا جندرفلوید نیز است.